# Serge Bozon
Pour les articles homonymes, voir Bozon.
Serge Bozon, né le 8 novembre 1972 à Lyon, est un réalisateur, critique de cinéma et acteur français.

## Biographie

### Formation et débuts
Après un bac A3 cinéma passé à Lyon, Serge Bozon monte à Paris, où il rencontre Axelle Ropert qui sera la scénariste de tous ses films. Il découvre la musique des années 1965 à 1967 ainsi que des cinéastes américains tels que Allan Dwan, Edgar George Ulmer ou Jacques Tourneur.
Il tourne en neuf jours, avec quelques économies personnelles et du matériel prêté, son premier long métrage, L'Amitié, sorti en 1998.

### Carrière
Jean-Claude Biette le fait collaborer à la revue Trafic. Il écrit aussi pour La Lettre du cinéma où il côtoie les futurs réalisateurs Vincent Dieutre, Jean-Charles Fitoussi, Sandrine Rinaldi, les critiques Hélène Frappat et Camille Nevers, la documentariste Sophie Bredier, ainsi qu'Éva Truffaut. Il collabore aussi à Vertigo, et aux Cahiers du cinéma.
Il tente vainement, avec Axelle Ropert, de monter un deuxième film écrit pour Bill Murray et Leonor Silveira, puis décide de réaliser Mods, sur un coup de tête, rapidement : l'idée du film naît en février 2002, le tournage a lieu en mai. Mods sort en 2003, reçoit le prix Léo Scheer au festival de Belfort et est sélectionné dans une trentaine de festivals internationaux.
En 2007, La France bénéficie du soutien du Groupement national des cinémas de recherche et obtient le prix Jean-Vigo.
Du 4 au 14 novembre 2010, il organise avec Pascale Bodet au Centre Pompidou une série de conférences « Beaubourg, la dernière major » revisitant 100 ans de cinéma français. À cette occasion, il tourne un documentaire-fiction de 45 minutes intitulé L'Imprésario.
En 2012, il joue dans le film de Yann Le Quellec, Je sens le beat qui monte en moi.
En 2013, Tip Top, son quatrième long métrage, est sélectionné à la 45e Quinzaine des réalisateurs.
En 2015, il tourne L'Architecte de Saint-Gaudens, court métrage musical qu'il cosigne avec la chorégraphe Julie Desprairies sur une musique de Mehdi Zannad ; il est également comédien et chanteur dans le film. Le film est sélectionné au 68e festival international du film de Locarno.

### Famille et vie privée
Serge Bozon a été le compagnon d'Axelle Ropert, qui est la mère de leurs deux enfants.
Il est le frère de la directrice de la photographie Céline Bozon.

### Affaires judiciaires
(décembre 2024).
Le texte peut changer fréquemment, n’est peut-être pas à jour et peut manquer de recul. 
Le titre et la description de l'acte concerné reposent sur la qualification juridique retenue lors de la rédaction de l'article et peuvent évoluer en même temps que celle-ci.
En 2022, Serge Bozon est visé par une première plainte pour viol. En 2023, deux autres femmes de son entourage portent plainte pour le même motif. Ces trois affaires sont classées sans suite, la première « faute d’éléments suffisants pour caractériser l’infraction ».
En ce qui concerne la deuxième plainte, Serge Bozon « reconnaît des actes pouvant être qualifiés d’agression sexuelle mais réfute l’accusation de viol » ; cette deuxième plainte est classée car les faits sont prescrits. La troisième plainte est également classée sans suite car « les faits ou les circonstances des faits de la procédure n’ont pu être clairement établis par l’enquête » ; cependant la victime « demand[e] des éclaircissements au parquet car des éléments dans le courrier reçu ne correspondent pas à son dossier. »
Une nouvelle plainte pour viol est déposée à l'été 2024. La plaignante, qui n'a pas de relations avec les trois premières, accuse Serge Bozon de stealthing et parle d'une profonde humiliation.

## Influences
Lors de la sortie de son film Mods, Serge Bozon explique que les cinéastes dont il « adore » les films sont Raoul Walsh, Fritz Lang, Otto Preminger, Howard Hawks, Samuel Fuller, Leo McCarey, Jacques Tourneur, Nicholas Ray… Toutefois, il ne pense pas que ces auteurs ont une influence directe sur son cinéma. Artistiquement, il se sent plus influencé par Jean-Claude Biette, Pierre Zucca, Jean-Claude Guiguet, Pierre Léon, Paul Vecchiali ou Marie-Claude Treilhou, auteurs d'après la Nouvelle Vague qu'il a découverts en arrivant à Paris. Il dit aimer leur goût pour l'intrigue et les personnages loufoques, leur liberté de ton et leur forme d'humour particulière.

Il déclare à propos de ces cinéastes : 

« En voyant leurs films, ce que j’appréciais, c’est qu’il n’y avait pas de chantage à la modernité, mais un goût pour les petits secrets qui passent d’un personnage à un autre et qui sont éventuellement levés à la fin, une affection pour l’intrigue dans tout ce que ça a de mineur, le côté roman du XIXe siècle. Et en même temps s’y déployait une liberté très personnelle, qui apparaît plus à travers l’humour, avec un certain sens de la cocasserie dans les dialogues, que dans une dimension plastique immédiatement affirmée. »

## Filmographie

### Acteur
- 1995 : La Croisade d'Anne Buridan de Judith Cahen
- 1998 : L'Amitié de lui-même
- 1998 : L'Ennui de Cédric Kahn
- 1999 : La révolution sexuelle n'a pas eu lieu de Judith Cahen
- 1999 : Les Passagers de Jean-Claude Guiguet
- 2002 : Le Doux Amour des hommes de Jean-Paul Civeyrac
- 2003 : Mods de lui-même
- 2003 : Les Jours où je n'existe pas de Jean-Charles Fitoussi
- 2005 : Mystification ou l'Histoire des portraits de Sandrine Rinaldi
- 2006 : Etoile Violette d'Axelle Ropert
- 2006 : Horezon de Pascale Bodet
- 2006 : L'Éclaireur de Djibril Glissant
- 2007 : L'Homme qui marche d'Aurélia Georges
- 2009 : L'Idiot de Pierre Léon
- 2009 : La Famille Wolberg d'Axelle Ropert
- 2009 : La Reine des pommes de Valérie Donzelli
- 2009 : Les Derniers Jours du monde de Arnaud et Jean-Marie Larrieu
- 2012 : Je sens le beat qui monte en moi de Yann Le Quellec
- 2012 : Main dans la main de Valérie Donzelli
- 2013 : La Vie parisienne de Vincent Dietschy
- 2013 : Tirez la langue, mademoiselle d'Axelle Ropert
- 2014 : La Chambre bleue, de Mathieu Amalric
- 2015 : Deux Rémi, deux de Pierre Léon
- 2016 : Les Ronds-points de l'hiver de Laura Tuillier et Louis Séguin
- 2016 : La Prunelle de mes yeux d'Axelle Ropert

### Réalisateur
- 1998 : L'Amitié
- 2003 : Mods
- 2007 : La France
- 2010 : L'Imprésario, documentaire-fiction (court métrage de 45 min)
- 2013 : Tip Top
- 2015 : L'Architecte de Saint-Gaudens (court métrage)
- 2018 : Madame Hyde
- 2022 : Don Juan

## Distinctions
- Prix Léo-Scheer au festival de Belfort en 2002 pour Mods[10]
- Prix Jean-Vigo en 2007 pour La France[11]

### Documentation
- 26 films liés à Serge Bozon sur Ciné-Ressources.net.
- Serge Bozon sur Ciné-club de Caen.com.